# Tajči Čekada
Tajči Čekada (Rijeka, 1979.) hrvatska vizualna, interdisciplinarna umjetnica. Djeluje kroz intervencije u društvenom i medijskom prostoru, performans, video, fotografiju i kostimografiju. Tijekom rada eksperimentirala je izražavajući se u različitim medijima, stvorivši stil prožet karakterističnim humorom. Njeni performansi i akcije odvijaju se često van galerijskog prostora, s ciljem propitivanja društvenih i etičkih normi i standarda te religijskih konvencija. U središtu interesa njezina rada su teme ekologije, feminizma, nacionalizma, ksenofobije, religijskih ideologija i održive ekonomije. Njezin se rad najčešće ne ponavlja, a u recentnim se radovima sve više posvećuje intervencijama u javnom prostoru, kroz manipulaciju medijskog prostora.
Jedna je od umjetnica zastupljenih na izložbi Vidljive Muzeja suvremene umjetnosti u Zagrebu 2023. godine.